# Gustaf Adolf Lewenhaupt (1675–1708)
Gustaf Adolf Lewenhaupt (greve till Falkenstein, friherre till Reipoltzkirchen, herre till Bretzenheim, Wallmushof och Köhnhof), född 1675 i Wismar (döpt 3 oktober), död 29 september 1708, var en svensk greve och militär.
Gustaf Adolf Lewenhaupt var son till Gustaf Mauritz Lewenhaupt och Magdalena Catharina Stenbock. Han var fänrik vid ett av de svenska regementena i Nederländernas tjänst och erhöll avsked därifrån 1698. Lewenhaupt var därefter fänrik vid kungen av Englands garde varifrån han erhöll avsked 1700. Lewenhaupt erhöll investitur på grevskapet Falkenstein från hertigen av Lothringen 1700. 30 april 1700 blev han kapten vid Skaraborgs regemente, 5 september vid Upplands ståndsdragonregemente, generaladjutant vid Wolmar Anton von Schlippenbachs armé i Livland januari 1702 och överstelöjtnant vid Upplands ståndsdragonregemente i mars samma år, 1703–1704 var Lewenhaupt tilförordnad chef för livländska dragonregementet (f.d. d'Albedyhls). Han befordrades till överste av Wolmar Anton von Schlippenbach och utsågs till chef för ett nytt regemente som skulle sättas upp i januari 1705, men regementet blev aldrig uppsatt och befordran aldrig konfirmerad av Karl XII. 1706–1708 var Lewenhaupt tillförordnad chef för Åbo och Björneborgs läns kavalleriregemente. 
I slaget vid Hummelshof 1702 hade han fått halva foten avskjuten av en kanonkula. Gustaf Adolf Lewenhaupt stupade i slaget vid Lesna. 